# Napkor
Napkor là một thị trấn thuộc hạt Szabolcs-Szatmár-Bereg, Hungary. Thị trấn này có diện tích 37,35 km², dân số năm 2010 là 3816 người, mật độ 102 người/km².